# Christopher Molitor den äldste

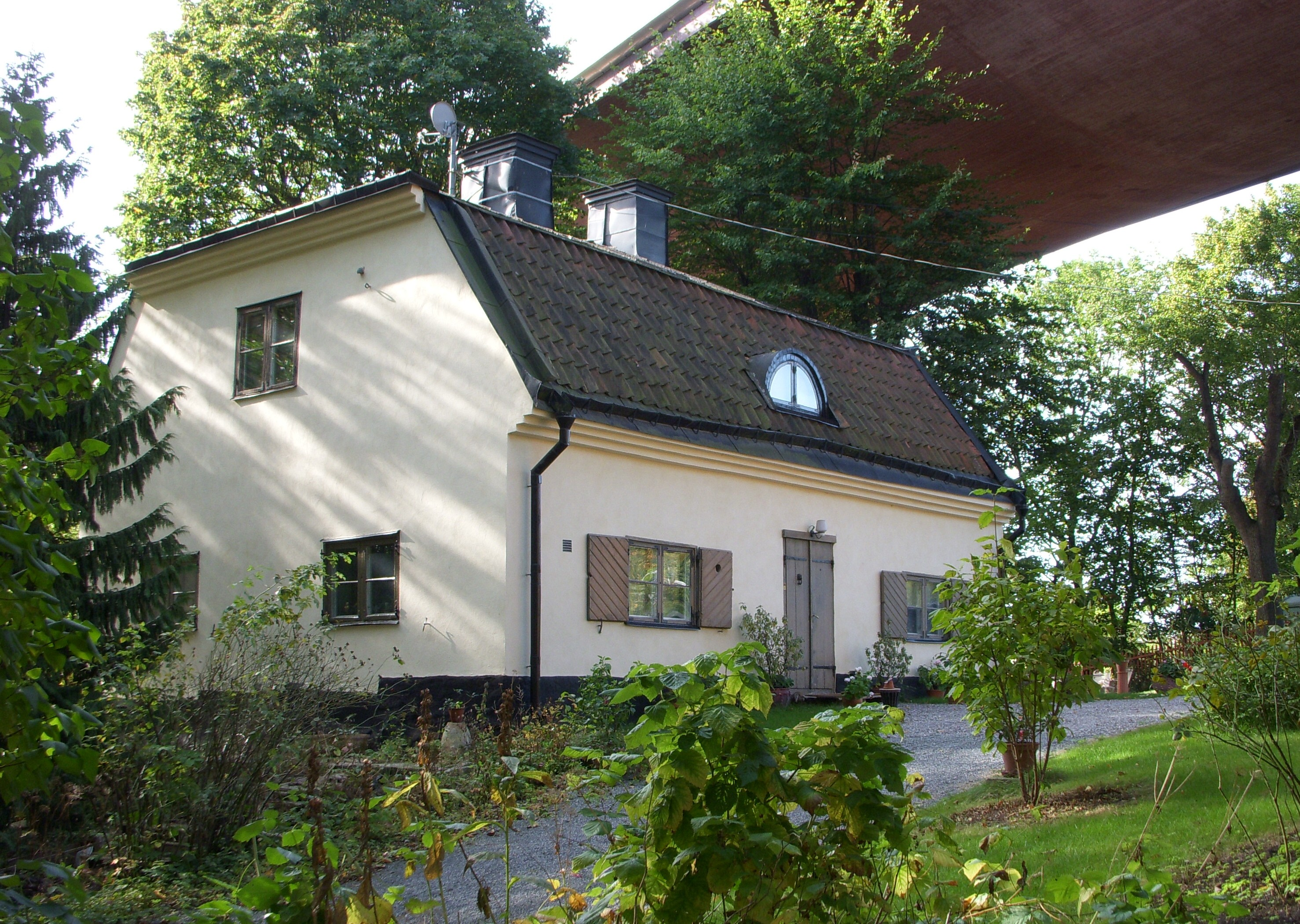
Den kvarvarande flygeln från Molitors malmgård belägen under Årstabron, 2009

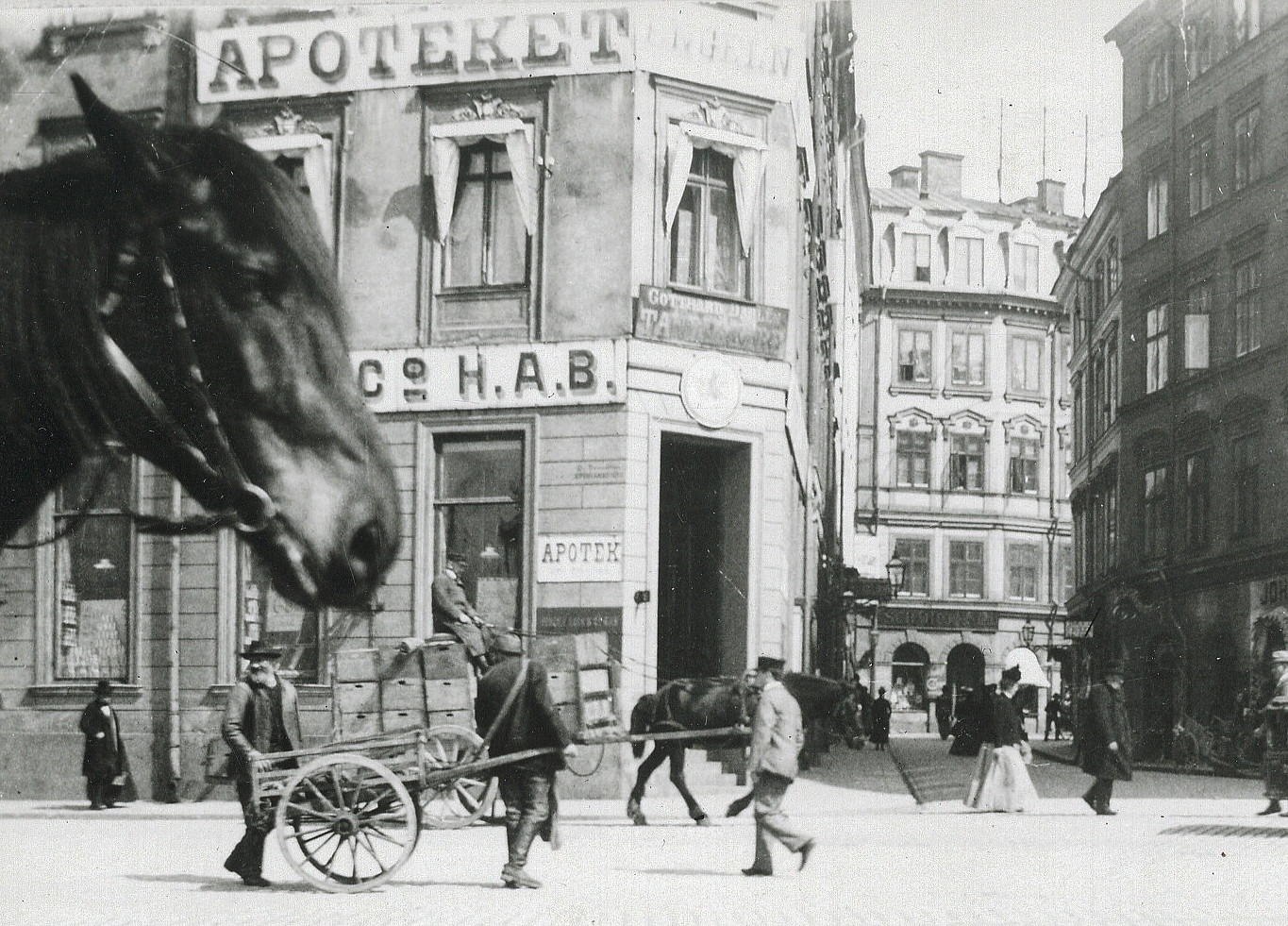
Apoteket Engeln omkring 1900.

Christopher Molitor den äldste, född i Kassel, Hessen, död 1675 i Stockholm, var en apotekare och anfader för apotekarfamiljen Molitor.

## Biografi
Molitor invandrade som provisor (utbildad apotekare) till Sverige och Stockholm. Han blev 1656 ägare till apoteket Engelen genom att gifta sig med föregående ägaren, Anders Månsson Biewers, änka Maria Pastor. Molitors apoteksprivilegium bekräftades i april 1675, samma år som han avled. Apoteket låg i hörnet Triewaldsgränd / Kornhamnstorg där även apotekaren hade sin bostad. 
Engelen gick efter några år vidare till sonen Christopher Molitor d.ä. Han föddes 1664 i Stockholm och drev apoteket till sin död 1697. Familjen innehade Molitors malmgård vid Årstaviken där den hade en känd medicinalväxtodling för apotekets behov.
Engelen skulle sedan övertas av sonsonen Christopher Molitor d.y. (1691–1736). Innan han 1705 tillträdde tjänsten sköttes Engelen av modern med hjälp av provisorer. Han ägde även ett omfattande och välordnat bibliotek som var tillgängligt för vänner inom läkarkåren. Efter hans död drevs apoteket av hans änka, Anna Britta, i 28 år innan hon sålde rörelsen till Lars Collin. Malmgården övertogs av dottern, Britta, som sålde den till kronan.